# Joseph Sargent
Joseph Sargent (Jersey City, Nova Jersey, 22 de juliol de 1925 − Malibú, Califòrnia, 22 de desembre de 2014) de nom Giuseppe Danielle Sorgente) va ser un director de cinema, actor i productor estatunidenc.

## Biografia
El seu veritable nom era Giuseppe Danielle Sorgente, i va néixer a Jersey City (Nova Jersey), sent els seus pares els italians Maria Noviello i Domenico Sorgente.
Sargent va iniciar la seva carrera artística com a actor, actuant en diferents films i programes televisius. Així, va fer un paper sense crèdits a la cinta D'aquí a l'eternitat. Tanmateix, a mitjans dels anys 1950, va passar a la direcció, realitzant, entre altres produccions, episodis de les sèries televisives Lassie, Els invasors, L'agent de CIPOL i StarTrek: La sèrie original.
El 1969 va dirigir el seu primer llargmetratge, Colossus: The Forbin Project, i el 1972 va rodar The Man, cinta protagonitzada per James Earl Jones. Durant els anys 1970 va alternar els llargmetratges i les produccions televisives. D'aquell període són The Taking of Pelham 123, els telefilms Hustling (amb Lee Remick i Jill Clayburgh) i Tribes (amb Jan-Michael Vincent i Darren McGavin), i el film de l'ABC premiat a nivell internacional The Night That Panicked America. Sargent va ser guardonat el 1974 amb el Premi del Sindicat de Directors dels Estats Units pel seu treball a The Marcus-Nelson Murders, cinta que va ser el programa pilot de la sèrie televisiva Kojak.
En la dècada de 1980, Sargent va dirigir la minisèrie Manions of America, en la qual actuava Pierce Brosnan, i Space. L'any 1987 va dirigir Jaws: The Revenge, tercera seqüela del clàssic de Steven Spielberg de 1975. Aquest film va rebre crítiques negatives. En particular Roger Ebert va dir que la direcció de la seqüència més important era "incompetent," i Sargent va ser nominat com a "Pitjor Director" en els Premis Golden Raspberry de 1987.
Després del fracàs de Tauró, la revenja, Sargent es va concentrar en la televisió, rodant produccions com The Karen Carpenter Story, The Long Island Incident,  Crime and Punishment  i Sybil. Pel seu treball televisiu va ser nominat en diverses ocasions al Premi Emmy, guanyant-ne un total de quatre. La primera nominació va arribar per Tribes (1970); en la segona, per The Marcus-Nelson Murders (1973), va guanyar l'Emmy; també va guanyar un Emmy a la millor direcció - Minisèrie, telefilm o especial dramàtic per Love Is Never Silent (1985), Caroline? (1990) y Miss Rose White (1992) sent a més nominat per Amber Waves (1980), A Lesson Before Dying (1999), Something the Lord Made (2004) i Warm Springs (2005).
Sargent va guanyar el 2005 el Premi del Sindicat de Directors dels Estats Units per Something the Lord Made, i també el 2006 per Warm Springs, producció en la qual treballava Kenneth Branagh. A més de la seva tasca com a director, va formar part del programa de direcció de l'American Film Institute Conservatory de Los Angeles.
Joseph Sargent va morir a causa de complicacions d'una malaltia cardiovascular i una malaltia pulmonar obstructiva crònica a casa seva de Malibú (Califòrnia), el 22 de desembre de 2014. Tenia 89 anys. La seva filla és l'actriu de veu Lia Sargent.
Amb la seva dona, Carolyn Nelson Sargent, va contribuir a la fundació del Deaf West Theatre.

## Filmografia

### Director
- 1954: Lassie (sèrie TV)
- 1959: Street-Fighter
- 1966: The Spy in the Green Hat
- 1966: One Spy Too Many
- 1966: Gallegher Goes West (sèrie TV)
- 1967: Garrison's Gorillas" (sèrie TV)
- 1968: It Takes a Thief" (sèrie TV)
- 1968: The Hell with Heroes
- 1968: The Sunshine Patriot (TV)
- 1969: The Immortal (TV)
- 1970: Colossus: The Forbin Project
- 1970: Tribes (TV)
- 1971: Maybe I'll Come Home in the Spring (TV)
- 1971: Longstreet (TV)
- 1972: Man on a String (TV)
- 1972: The Man
- 1973: The Marcus-Nelson Murders (TV)
- 1973: The Man Who Died Twice (TV)
- 1973: Wheeler and Murdoch (TV)
- 1973: White Lightning
- 1973: Sunshine (TV)
- 1974: Pelham un, dos, tres (The Taking of Pelham One Two Three)
- 1975: Hustling (TV)
- 1975: Friendly Persuasion (TV)
- 1975: The Night That Panicked America (TV)
- 1977: MacArthur
- 1979: La noia d'or (Goldengirl)
- 1980: Amber Waves (TV)
- 1980: Playing for Time (TV)
- 1980: Coast to Coast
- 1981: Freedom (TV)
- 1982: Tomorrow's Child (TV)
- 1983: Nightmares
- 1983: Memorial Day (TV)
- 1983: Choices of the Heart (TV)
- 1984: Terrible Joe Moran (TV)
- 1984: Sunday Night Live (TV)
- 1985:  Space  (fulletó TV)
- 1985: Love Is Never Silent (TV)
- 1986: There Must Be a Pony (TV)
- 1986: Of Pure Blood (TV)
- 1987: Jaws: The Revenge
- 1989: The Karen Carpenter Story (TV)
- 1989: Day One (TV)
- 1990: The Incident (TV)
- 1990: Caroline? (TV)
- 1990: Ivory Hunters (TV)
- 1990: The Love She Sought (TV)
- 1991: Never Forget (TV)
- 1992: Miss Rose White (TV)
- 1992: Somebody's Daughter (TV)
- 1993: Skylark (TV)
- 1994: Abraham (TV)
- 1994: World War II: When Lions Roared (TV)
- 1995: My Antonia (TV)
- 1995: Streets of Laredo (fulletó TV)
- 1997: Mandela and de Klerk (TV)
- 1997: Miss Evers' Boys (TV)
- 1998: The Long Island Incident (TV)
- 1998: The Wall (TV)
- 1998: Crime and Punishment (TV)
- 1999: A Lesson Before Dying (TV)
- 2000: Vola Sciusciù (TV)
- 2000: For Love or Country: The Arturo Sandoval Story (TV)
- 2001: Bojangles (TV)
- 2002: Salem Witch Trials (TV)
- 2003: Out of the Ashes (TV)
- 2004: Something the Lord Made (TV)
- 2005: Warm Springs (TV)
- 2008: Sweet Nothing in My Ear (TV)

### Actor
- 1953: D'aquí a l'eternitat (From Here to Eternity) de Fred Zinnemann: Bit part
- 1958: Kathy O': Mike
- 1959: Al Capone: Bob Buell
- 1960: Pay or Die: Oficial Sargente
- 1967: Tobruk
- 1990: Caroline? (TV)
- 1990: Ivory Hunters (TV): Andy
- 1990: The Love She Sought (TV): Garvey

### Productor
- 1971: Maybe I'll Come Home in the Spring (TV)
- 1971: Longstreet  (TV)
- 1973: Wheeler and Murdoch (TV)
- 1975: Friendly Persuasion (TV)
- 1975: The Night That Panicked America (TV)
- 1983: Choices of the Heart (TV)
- 1986: Of Pure Blood (TV)
- 1987: Jaws: The Revenge
- 1992: Somebody's Daughter (TV)
- 1993: Skylark (TV)
- 1998: Crime and Punishment (TV)

## Premis i nominacions

### Premis
- 1986: Primetime Emmy al millor director de minisèrie o especial per Love Is Never Silent
- 1990: Primetime Emmy al millor director de minisèrie o especial per Caroline?
- 1992: Primetime Emmy al millor director de minisèrie o especial per Miss Rose White

### Nominacions
- 1980: Primetime Emmy al millor director de minisèrie o telefilm per Amber Waves
- 1999: Primetime Emmy al millor director de minisèrie o telefilm per A Lesson Before Dying
- 2004: Primetime Emmy al millor director de minisèrie, telefilm o especial dramàtic per Something the Lord Made
- 2005: Primetime Emmy al millor director de minisèrie, telefilm o especial dramàtic per Warm Springs